# 塞羅尼安山脈

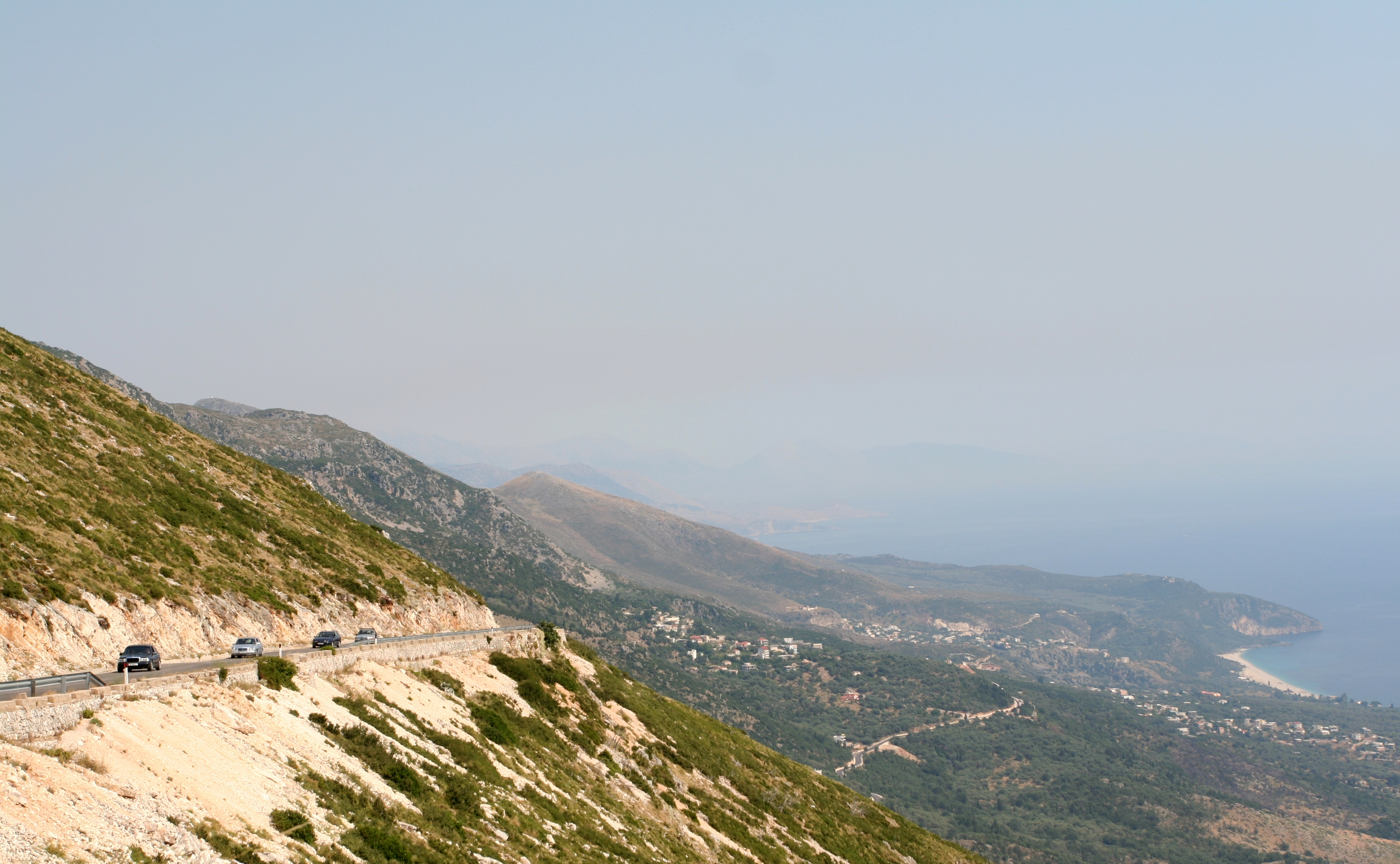

塞羅尼安山脈是阿爾巴尼亞的山脈，位於該國西南部，由夫羅勒州和吉羅卡斯特州負責管轄，屬於阿爾卑斯帶的一部分，全長約100公里，最高點海拔高度2,012米。